# Audi Sport Quattro
Audi Sport Quattro är en rallybil, tillverkad av den tyska biltillverkaren Audi mellan 1984 och 1986.

## Bakgrund
Audi hade revolutionerat rallysporten med sin fyrhjulsdrivna Ur-Quattro som vann märkesmästerskapet 1982. Bilen var dock alltför stor och tung för att möta konkurrenternas nya Grupp B-bilar, så Audi Sport tvingades ta till drastiska metoder.

## Utveckling
Audi Sport Quattro introducerades på Frankfurtsalongen hösten 1983. Konstruktörerna hade helt sonika kapat 32 cm av hjulbasen mellan dörr och bakhjul. Audi behöll den självbärande karossstommen av stål, men alla ytterpaneler ersattes av nya delar i kompositmaterial som Kevlar. FIA:s grupp B-reglemente krävde att 200 bilar skulle byggas och den 1 maj 1984 blev bilen godkänd för deltagande i rally-VM. Leveranser till privatkunder startade i december samma år. Försäljningspriset låg på 195 000 DM. För samma pengar kunde man få två Porsche Turbo. Landsvägsvagnen hade en motoreffekt på 306 hk. I rallybilarna tog Audi ut 350 hk eller mer.
Under säsongen 1984 hade den framtunga Audin mött hårt motstånd från mittmotorbilen Peugeot 205 Turbo 16. Därför tog man fram den vidareutvecklade Sport Quattro S1. Här hade konstruktörerna flyttat så mycket av motorns hjälputrustning som möjligt, som kylare, oljekylare och batteri till bilens bakända. Dessutom hade man skruvat upp effekten ytterligare. Bilen blev godkänd för tävling den 1 juli 1985.
Till säsongen 1986 hade Audis tekniker trimmat motorn till över 600 hk, vilket gör Sport Quattron till Grupp B-erans starkaste rallybil. Men all effekt gjorde bilarna svårkörda och under säsongen inträffade flera allvarliga olyckor. Efter en olycka i Portugisiska rallyt, där en Ford RS200 kört av vägen och dödat tre åskådare, valde Audi att lägga ned sin rallysatsning.

## Tekniska data
| Tekniska data               | Sport Quattro                                         | Sport Quattro S1                                      |
| --------------------------- | ----------------------------------------------------- | ----------------------------------------------------- |
| Motor:                      | Frontmonterad 5-cylindrig radmotor med turbo          | Frontmonterad 5-cylindrig radmotor med turbo          |
| Cylindervolym:              | 2144 cm³                                              | 2110 cm³                                              |
| Borrning x slaglängd:       | 79,5 x 86,4 mm                                        | 79,5 x 85,0 mm                                        |
| Max effekt vid varvtal:     | 306 hk vid 6 700 v/min                                | 540 hk vid 7 500 v/min                                |
| Max vridmoment vid varvtal: | 350 Nm vid 3 700 v/min                                | 590 Nm vid 5 500 v/min                                |
| Ventilstyrning:             | Dubbla överliggande kamaxlar, 4 ventiler per cylinder | Dubbla överliggande kamaxlar, 4 ventiler per cylinder |
| Bränslesystem:              | Bosch bränsleinsprutning                              | Bosch bränsleinsprutning                              |
| Växellåda:                  | 5-växlad manuell                                      | 6-växlad manuell                                      |
| Hjulupphängning:            | Undre tvärlänk, McPherson fjäderben, skruvfjädrar     | Undre tvärlänk, McPherson fjäderben, skruvfjädrar     |
| Bromsar:                    | Ventilerade skivbromsar                               | Ventilerade skivbromsar                               |
| Chassi & kaross:            | Självbärande stålmonocoque med Kevlarkaross           | Självbärande stålmonocoque med Kevlarkaross           |
| Hjulbas:                    | 2224 mm                                               | 2224 mm                                               |
| LxBxH:                      | 4164 x 1803 x 1345 mm                                 | 4240 x 1860 x 1345 mm                                 |
| Torrvikt:                   | 1300 kg                                               | 1090 kg                                               |

## Motorsport

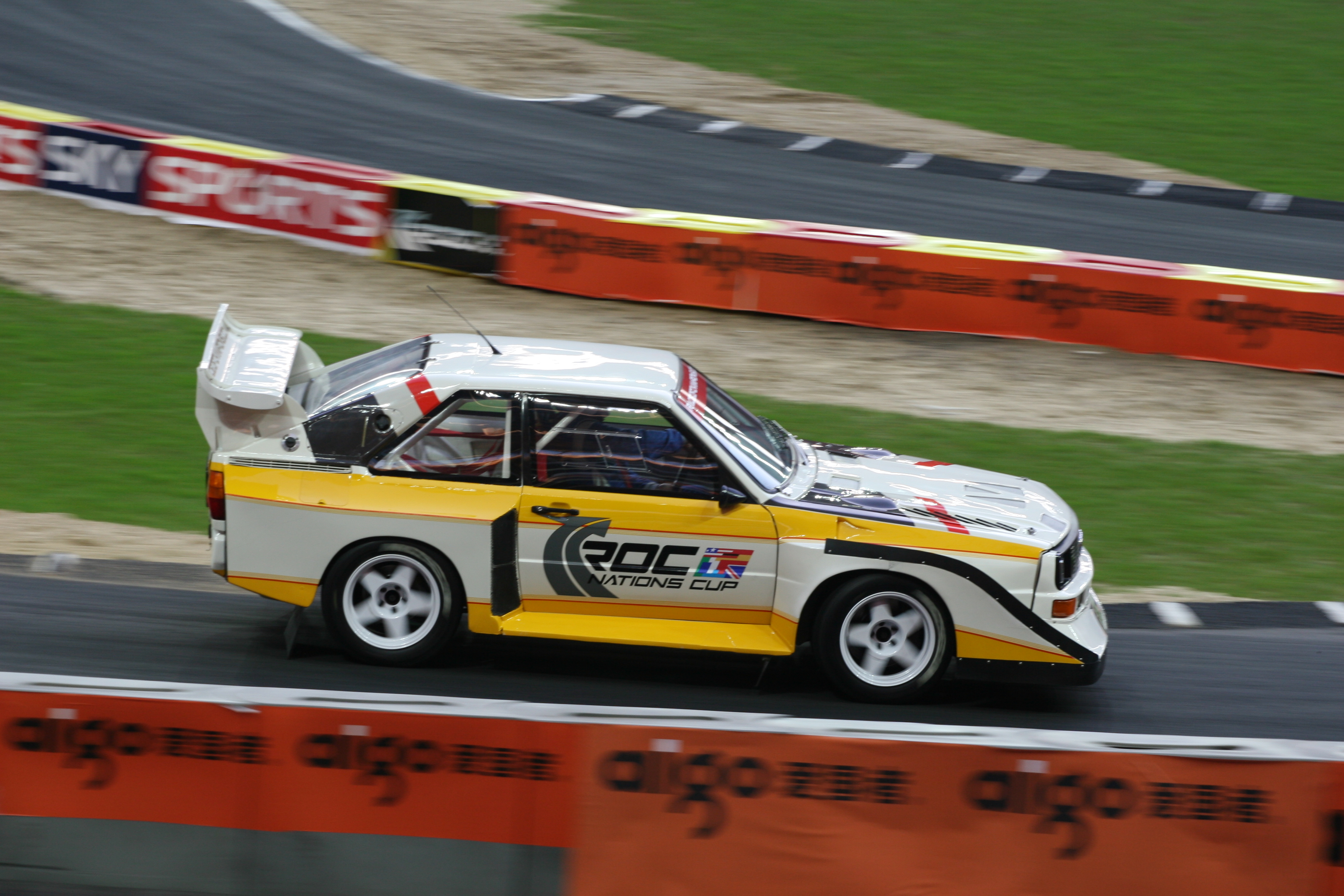
Stig Blomqvist i en S1:a vid Race of Champions 2007.

Audi Sport Quattro gjorde sin tävlingsdebut i Korsikanska rallyt 1984, med Walter Röhrl bakom ratten. Störst framgång hade Stig Blomqvist som vann fem av säsongens tävlingar, men bara en av dem med Sport Quattron. Blomqvist blev världsmästare och Audi tog sin andra märkestitel. Året därpå förlorade Audi kampen mot Peugeot. Blomqvist tog tre andraplatser och Röhrl en, innan Röhrl till slut vann den enda segern för S1:an i Sanremorallyt.
Audi körde även Pikes Peak Hill Climb i USA med Sport Quattron. 1987 blev Walter Röhrl förste man under 11 minuter uppför backen i en S1:a.